# Monica Musonda
Monica Katebe Musonda est une femme d'affaires, juriste et entrepreneure zambienne, qui a abandonné son parcours professionnel initial de juriste pour fonder une entreprise africaine de transformation alimentaire, Java Foods Limited, dont elle est la directrice générale.

## Biographie
Monica Musonda est née en Zambie dans la deuxième partie des années 1970. Elle est titulaire d'une licence en droit de l'université de Zambie et d'une maîtrise en droit de l'université de Londres.
La carrière juridique de Musonda commence comme avocate associée dans des cabinets de conseil internationaux tels que Clifford Chance.
Puis elle devient juriste d’entreprise à la Société financière internationale, une composante du Groupe de la Banque mondiale. Elle rentre ensuite au sein du groupe d’Aliko Dangote, à Lagos, au Nigeria. Elle est embauchée en tant que directrice des affaires juridiques et corporatives, puis devient  avocate générale du groupe.
À la suite d'un échange avec Aliko Dangote, étonné du nombre peu élevé d’entrepreneurs zambiens parmi ses interlocuteurs dans ce pays, elle décide, après un parcours de 16 ans dans les métiers juridiques, de fonder en 2012 une entreprise zambienne produisant des aliments abordables et nutritifs pour les enfants, la Java Foods Limited, dont elle devient la directrice générale,. Elle opte aussi pour une fabrication et un approvisionnement local, répondant à l'évolution des modes de consommation, et à la demande d’aliments pratiques à cuisiner,.
Elle sert aussi de mentor à plusieurs autres femmes entrepreneures et n’hésite pas à s’exprimer sur les questions qui touchent les femmes dans le monde des affaires. Elle se voit décerner en 2017 l’African Agribusiness Entrepreneur of the Year award.
En 2022, elle est sélectionnée dans la liste annuelle des 100 femmes que la BBC considère comme les plus influentes cette année-là.